# Université de l'Île-du-Prince-Édouard
L'Université de l'Île du Prince-Édouard (UÎPÉ) (University of Prince Edward Island : UPEI) est une université canadienne d'arts libéraux située à Charlottetown, Île du Prince-Édouard, Canada. Elle est la seule université de la province. Elle a été créée en 1969 par la fusion du Collège Prince of Wales (Prince of Wales College) et de l'Université Saint Dunstan (Saint Dunstan's University). La loi légiférant l'université est University Act, R.S.P.E.I 2000 .

## Historique
Ses racines datent de 1804, quand le Lieutenant gouverneur Edmund Fanning et le conseil législatif de l'Île du Prince-Édouard annonce l'établissement du collège Kent. Par 1820, le premier édifice du collège Kent, sous le nom de "the National School", ou James Breading's School fut érigé. Après, il eut Central Academy, qui reçut une charte royale en 1834. Les Collèges furent renommés pour le Prince of Wales (Prince de Galles) en honneur du futur roi Édouard VII en 1860. L'Université de l'Île du Prince-Édouard a aussi des racines avec deux autres organisations, Université Saint Dunstan et Collège Prince of Wales, fondé en 1855 et 1860 respectivement. Les deux institutions furent fusionnés en 1969 par le gouvernement d'Alex Campbell, comme une partie de campagne pour intégrer les communautés catholiques et protestante, qui avaient entretenu les deux institutions séparées d'enseignement supérieur. Le Collège Holland fut créé pour remplir un vide créé par la fusion du collège Prince of Wales dans l'université.
L'Université de l'Île du Prince-Édouard est une université non confessionnelle établie en 1969 par la fusion du Collège Prince of Wales (PWC) fondé en 1834 et l'Université Saint Dunstan (SDU) fondé en 1855. Les institutions précédentes cessèrent de fonctionner bien que St Dunstan gardât sa charte et les terrains de Prince of Wales devinrent le campus du Collège Holland. UÎPÉ est situé à l'ancien campus de St Dunstan.

## Patrimoine
Le 8 mai 2004, Postes Canada a émis le timbre 'University of Prince Edward Island, 1804-2004' comme une partie de sa série des universités canadiennes. Le timbre est un motif de Denis L'Allier et une photographie de Guy Lavigueur. Les timbres de 49¢ sont perforés 13.5 et imprimés par Canadian Bank Note Company, Limited.

## Campus
Le campus principal est situé sur l'ancien campus de l'Université Saint-Dunstan, au coin des avenues Belveder et University à Charlottetown sur un terrain de 134 acres (54 hectares). À ces anciens bâtiments (comme le Marian Hall, construit en 1959, qui était à l'origine une résidence pour les étudiantes et le personnel féminin) se sont ajoutés le Centre de Sciences Duffy, le Hall Blanchard, la bibliothèque Robertson, le collège vétérinaire de l'Atlantique et d'autres. Quelques-uns des anciens bâtiments ne s'agençant pas très bien avec le style moderne de nouveaux bâtiments, l'université a décidé en 2004 d'assurer une meilleure gestion architecturale de son campus en ce qui a trait aux nouveaux bâtiments.
La piste de la Confédération (en) (Confederation Trail) passe à côté de sa frontière est.
Les édifices originaux de l'Université Saint-Dunstan dans le quadrilatère central ont été rénovés tout en gardant leur intégrité de leur conception extérieure tout en suivant les standards modernes. Le bâtiment principal, construit en 1854, le Dalton Hall, construit entre 1917 et 1919, sont sur le Répertoire des lieux patrimoniaux du Canada,.
Le War Memorial Hall (résidence mémorial de la Guerre), généralement appelé Memorial Hall, est un édifice important sur le campus de l'UÎPÉ. Construit comme une résidence des hommes en 1946, il honore les anciens étudiants qui ont été et sont morts dans la Première Guerre mondiale et dans la Seconde Guerre mondiale.
Durant les trois dernières décennies, l'UÎPÉ s'est beaucoup développée avec de nombreux édifices qui s'intègrent dans le campus, incluant le Central Utility Building (1973), Centre de sciences Duffy, Hall Blanchard (1973), Hall Bernardine, Bibliothèque Robertson (1975), le Collège vétérinaire de l'Atlantique (Atlantic Veterinary College) (1986), Centre de Sports Chi-Wan Young (1990), Réfectoire Wanda Wyatt (1990), Centre de technologie alimentaire, Centre de chimie  K.C. Irving (1997), Centre d'étudiants W.A. Murphy (2002), Arèna MacLauchlan (2004), Hall Bill and Denise Andrew (2006), expansions au Collège vétérinaire de l'Atlantique (2007 et 2009), Centre de recherches Regis and Joan Duffy (2007), un laboratoire de recherche et de développement qui est le domicile du Conseil national de recherches Canada, Agriculture et Agroalimentaire Canada et d'autres partenaires et aussi le Hall Don and Marion McDougall (2008).
En octobre 2004, l'administration de l'UÎPÉ a entrepris un plan officiel pour le campus pour améliorer l'esthétique des édifices modernes construits depuis la fusion qui ne mettent pas en valeur la conception originale de l'USD et de prendre l'esthétique du campus en entier pour les développements futurs sur ou adjacent au campus.

## Organisation
Depuis le 1er juillet 2011, le président est Dr Alaa Abd-El-Aziz. Le chancelier actuel est William E. (Bill) Andrew.

## Vie académique
L'UÎPÉ compte sept facultés : soins infirmiers et administration donnent des diplômes de premier cycle uniquement, alors que médecine vétérinaire, sciences, Beaux-Arts (Island Studies), éducation et informatique offrent des cours des cycles supérieurs.
Des études coopératives existent pour administration, informatique, physique et diététicien. Une nouvelle faculté, médecine vétérinaire et deux écoles, administration en affaires et soin infirmier furent ajoutés à l'université.
Des programmes du niveau de maîtrise et doctorat furent introduits par le collège vétérinaire de l'Atlantique et en débutant en 1999, un niveau de maîtrise universitaire ès sciences fut offert par la faculté de sciences. La même année, les premiers étudiants furent admis au nouveau programme de maîtrise en éducation. L'université offre aussi maintenant une maîtrise universitaire en étude de l'Île. Dernièrement, l'école d'administration commerciale a proposé une maîtrise en administration des affaires. Depuis 1998, Le Centre pour les études de résolution de conflit offre des cours conduisant à un certificat en résolution de conflit. Le programme de la maîtrise en recherche des services de santé (MAHSR) est coordonné avec l'Atlantic Research Training Centre (ARTC).
La faculté d'éducation offre un cours de deux ans après le baccalauréat avec spécialisations en éducation internationale et éducation aborigène, immersion française et développement de ressources humaines, ainsi qu'une maîtrise d'éducation (MEd) en direction en apprentissage.
Le Département de famille & de sciences nutritives a un programme de diététicien accrédité. L'université est accréditée par un organisme professionnel comme les diététistes du Canada et les gradués de l'université peuvent être des diététistes enregistrés.

### Classement
Dans le 21e classement annuel des universités de Macleans (2011-2012), UÎPÉ était classé au 4e rang parmi toutes les universités canadiennes qui offre de l'éducation avant le baccalauréat.
Le plus grand classement de l'Université de l'Île-du-Prince-Édouard (UPEI) en 2024 se situe à la 41ème place au Canada
. Au niveau nord-américain, UPEI est classée 398ème selon EduRank.

## Recherche
UÎPÉ est le domicile de l'institut L.M. Montgomery, fondé en 1993, qui fait la promotion d'enquête scolaire sur la vie, les travaux, la culture et l'influence de l'écrivaine canadienne Lucy Maud Montgomery. Il y a la collection de romans, de manuscrits, de textes, de lettres, de photographies, d'enregistrements sonores, d'artefacts et des éphémères de Montgomery.

## Vie étudiante

### Athlétisme
Les Panthers de UÎPÉ ont neuf équipes jouant dans le Sport universitaire de l'Atlantique (SUA) et la Sport interuniversitaire canadien (SIC), y compris le hockey sur glace pour les hommes et les femmes, le soccer, basket-ball, ainsi que le hockey sur gazon et rugby à XV pour femmes et la natation pour hommes et femmes.
Le campus de l'UÎPÉ fournit ses étudiants avec tous les aménagements athlétiques trouvés sur un campus d'université. Le Complexe CARI est un endroit public de récréation située sur le campus et a deux patinoires pour hockey (l'aréna MacLauchlan ainsi qu'une patinoire pour pratiquer), aussi deux piscines de 25 mètres (une pataugeuse et une piscine compétitive de 8 voies avec des tremplins). En 2009, UÎPÉ inaugurât l'UPEI Alumni Canada Games Place qui fut bâti en partie pour les Jeux du Canada d'été de 2009. Il y a une piste de course de 400-mètres de 8 voies et un champ de rugby qui peut contenir 1,335 spectateurs assis.

## Résidence
UÎPÉ loge 434 étudiants dans trois résidences, Hall Bill and Denise Andrew, Hall Blanchard et Hall Bernardine. Le Hall Bill and Denise Andrew a des suites de deux pièces avec chambre simple. Dans le Hall Blanchard, chaque suite a deux chambres à coucher avec une petite cuisine et un salon. Le hall Bernardine (connu comme "Bernie" par les étudiants) offre des suites avec deux chambres à coucher double. Même si le hall est mixte, un plancher est pour femmes seulement.

## Histoires de l'université
- (en) Moase, Lorne Robert. "The Development of the University of Prince Edward Island, 1964-1972." M.Ed., University of New Brunswick, 1972.
- (en) Bruce, Marian. Pets, Professors, and Politicians: The Founding and Early Years of the Atlantic Veterinary College. Charlottetown: Atlantic Veterinary College/Island Studies Press, 2004.
- (en) Bruce, Marian. A Century of Excellence: Prince of Wales College, 1860-1969. Charlottetown: Prince of Wales Alumni Association/Island Studies Press, 2005.
- (en) MacEachern, Alan. Utopian U: The Founding of the University of Prince Edward Island, 1968-1970. Charlottetown: University of Prince Edward Island, 2005.